# Natasha Calis
Pour les articles homonymes, voir Calis.
Natasha Calis (27 mars 1999 à Vancouver au Canada - ) est une enfant actrice canadienne.
Elle est surtout connue pour son rôle dans le film d'horreur Possédée, où elle a joué la fille possédée Emily Brenek, ainsi que pour le rôle de Claire McDeere dans la série télévisée The Firm (La Firme au Québec).

## Biographie
Natasha Calis a été élevée à Vancouver. Elle a commencé sa carrière d'actrice à sept ans. Son premier rôle était celui d'Alice Cooper dans le téléfilm La Voleuse de Noël (2007). Elle a eu son premier rôle principal dans Donovan's Echo (en) (2011), puis dans Possédée (2012).

## Filmographie

### Cinéma
- 2013 : The harvest : Maryann
- 2012 : Possédée : Emily Brenek
- 2011 : Donovan's Echo  : Maggie
- 2017 : Vous n'aurez pas ma fille ! : Nina Johnson

### Télévision
- 2007 : La Voleuse de Noël : Alice Cooper
- 2012 : The Firm : Claire McDeere (19 épisodes)
- 2015 : Conscience Morale (Ties That Bind) : Rachel McLean  (10 épisodes)
- 2015 : Un couple presque parfait : Chloe
- 2018 : Supernatural : Lora (1 épisode)
- 2019 : Good Doctor : Jess Barnes (1 épisode)
- 2020-2021 : Nurses (en) : Ashley Collins (20 épisodes)
- depuis 2022 : SkyMed : Hayley Roberts (27 épisodes)